# 中条 (松本市)
中条（なかじょう）は長野県松本市の松本駅の南西の町名。丁番を持たない単独町名である。住居表示実施済み。ビジネスホテルなどもあるが住宅やマンションが多い。

## 概要
田川と薄川の合流点にあたる。中央を長野県道297号兎川寺鎌田線が通っている。この道は渋滞が激しく、松本駅方面から国道19号へ抜けるまで10分以上かかることもある。現在拡張工事のための用地買収を行っている。
江戸時代は北部が庄内村、南部が小島村に属していた。

## 歴史
- 1966年（昭和41年）7月1日 - 住居表示実施[4]。

## 世帯数と人口
2018年（平成30年）10月1日現在の世帯数と人口は以下の通りである。
| 町丁 | 世帯数  | 人口  |
| ---- | ------- | ----- |
| 中条 | 224世帯 | 436人 |

## 交通

### 鉄道
- アルピコ交通上高地線 : 西松本駅

### 道路
- 長野県道297号兎川寺鎌田線